# St.-Michaelis-Kirche (Friedrichswalde)

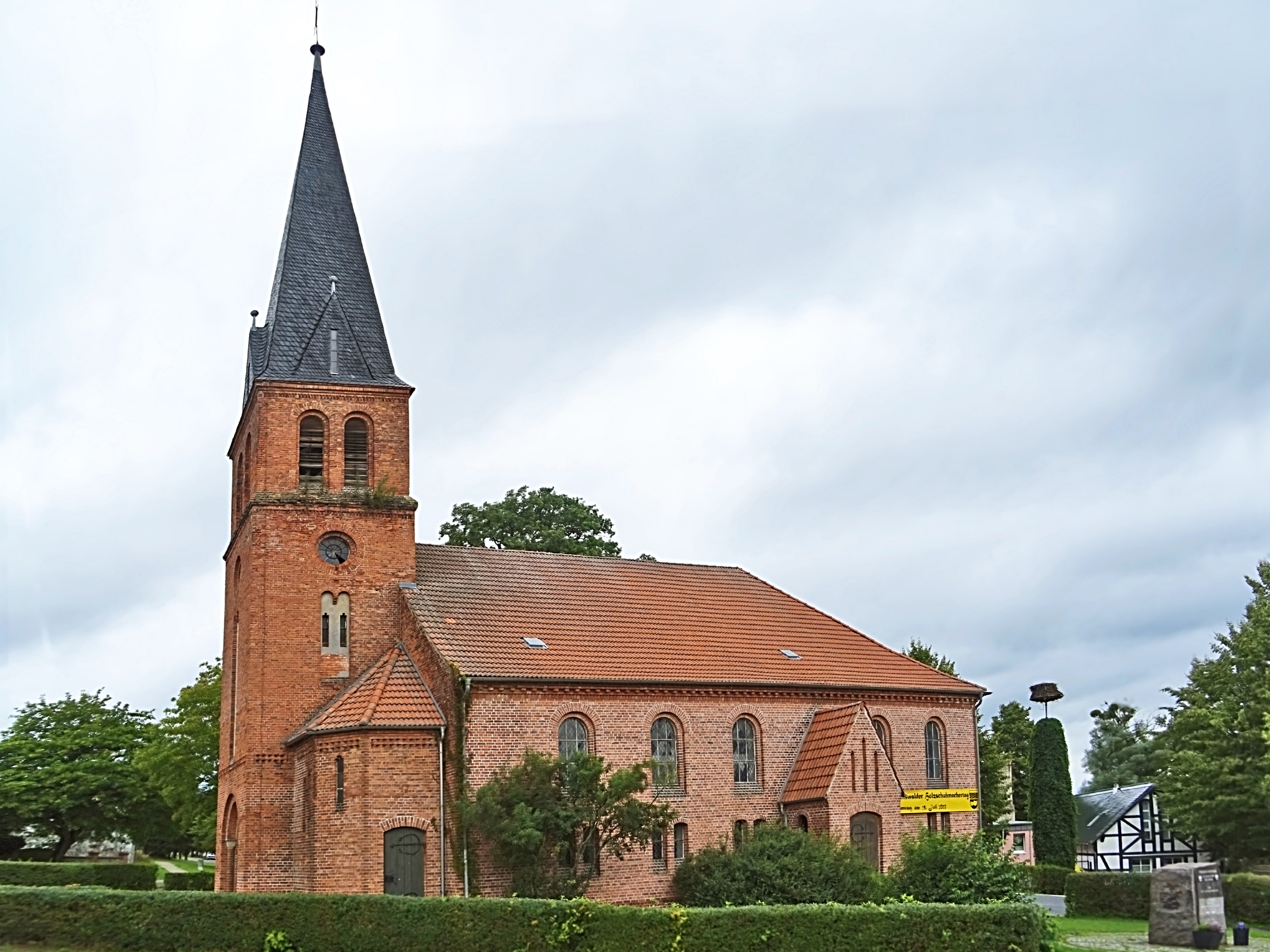
St.-Michaelis-Kirche

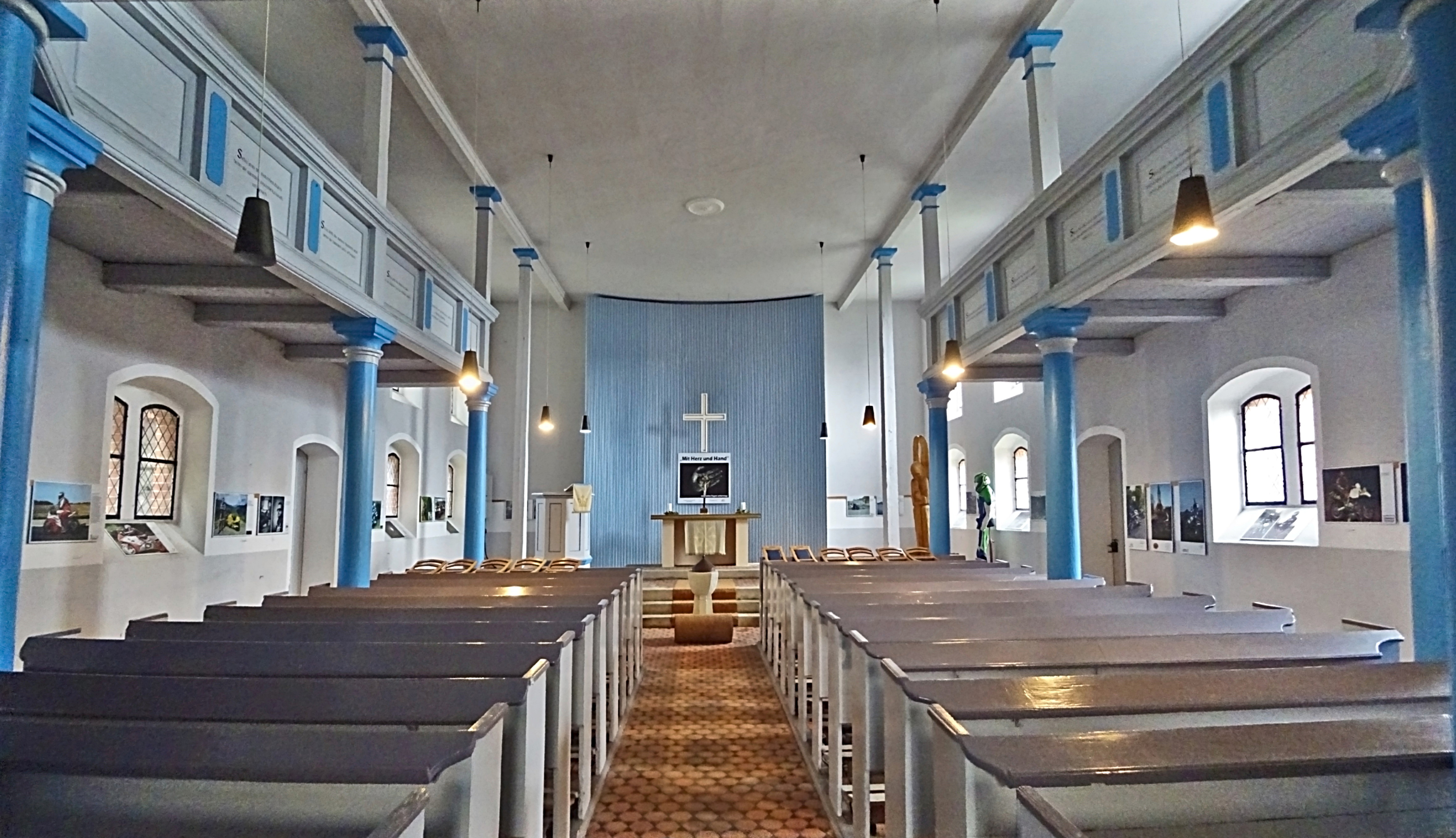
Innenansicht

Die denkmalgeschützte St.-Michaelis-Kirche steht in Friedrichswalde, einer Gemeinde im Landkreis Barnim von Brandenburg. Die Kirchengemeinde gehört zum Kirchenkreis Oberes Havelland der Evangelischen Kirche Berlin-Brandenburg-schlesische Oberlausitz.

## Beschreibung
Die Saalkirche wurde 1776 bis 1786 als Fachwerkkirche erbaut. Ihr Langhaus wurde 1890 mit Backsteinen ummantelt. Gleichzeitig wurde im Westen ein Kirchturm angebaut, der durch Gesimse in mehrere Geschosse gegliedert ist. Sein oberstes Geschoss beherbergt hinter den Klangarkaden den Glockenstuhl, das Geschoss darunter die Turmuhr. Bedeckt ist der Kirchturm mit einem schiefergedeckten spitzen Helm.
Der Innenraum ist mit einer Flachdecke überspannt. Er hat Emporen auf toskanischen Säulen an drei Seiten. Bedingt durch den zunehmenden Straßenverkehr wurde das Langhaus 1956 um vier Meter verkürzt. Gleichzeitig wurde die Kanzel, die aus dem Kanzelaltar von 1783 stammt, vor den erhöhten Chor versetzt.
Mit der Wiedereinweihung nach erfolgtem Umbau und der Renovierung 1957 erhielt die Kirche den Namen „St.-Michaelis-Kirche“ bzw. Kirche „Sankt Michael“.

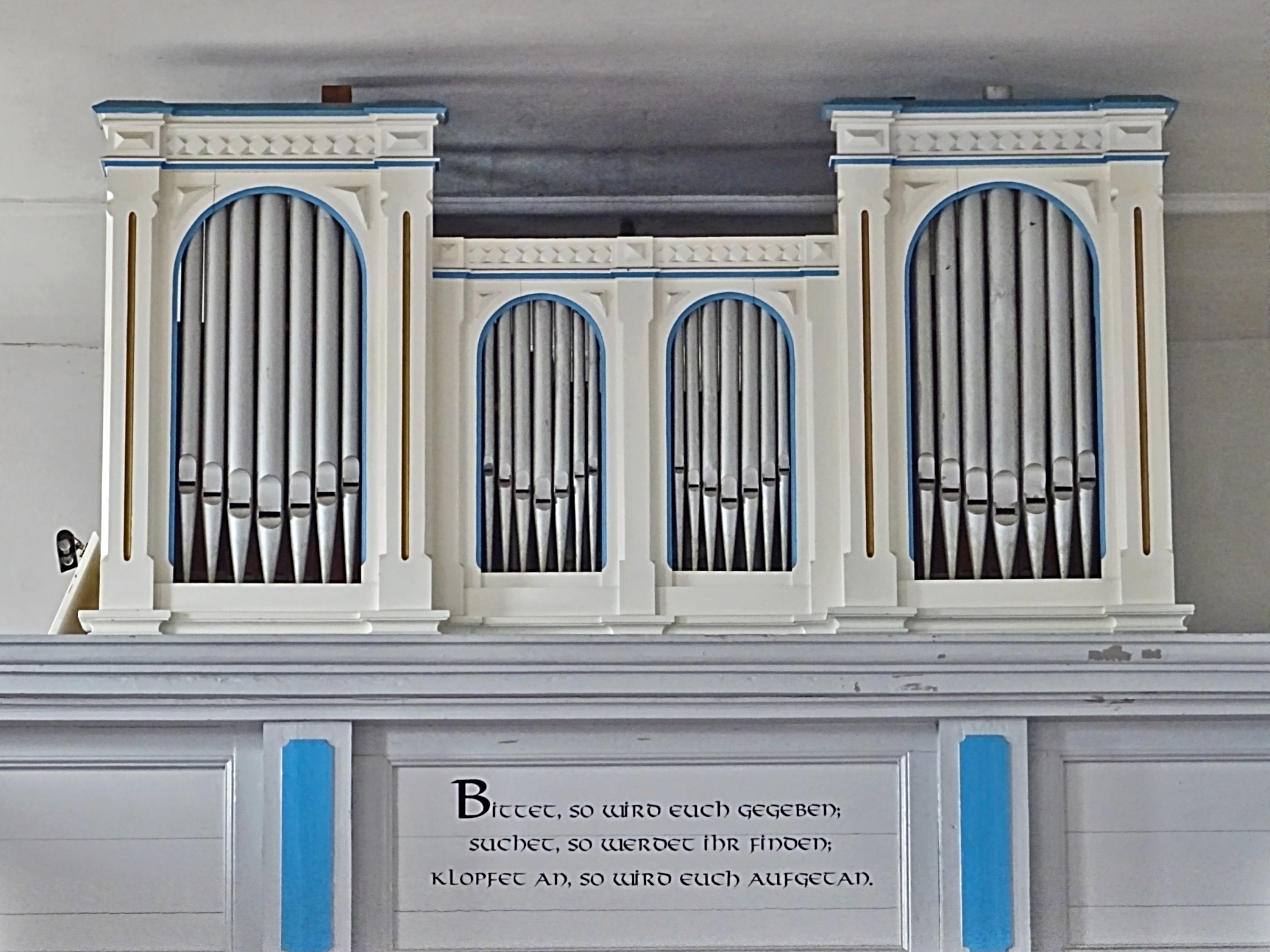
Kienscherf-Orgel

Die Orgel mit zehn Registern auf zwei Manualen und Pedal wurde 1893 von Hermann und Albert Kienscherf gebaut.
Von den drei Glocken im Turm wurde eine 1890 von Gustav Collier in Zehlendorf gegossen. Die anderen beiden wurden 1961 gefertigt und sind somit neueren Datums.